# Speedway Grand Prix 2004
Speedway Grand Prix 2004 avgjordes i det sista racet, då Jason Crump tog det nödvändiga poängantalet för att hålla undan för Tony Rickardsson med 3 poängs marginal.

## Delsegrare
| Datum        | Stad      | Vinnare          |
| ------------ | --------- | ---------------- |
| 1 maj        | Stockholm | Leigh Adams      |
| 15 maj       | Prag      | Jason Crump      |
| 29 maj       | Wrocław   | Bjarne Pedersen  |
| 12 juni      | Cardiff   | Greg Hancock     |
| 26 juni      | Köpenhamn | Jason Crump      |
| 21 augusti   | Göteborg  | Hans Andersen    |
| 4 september  | Krško     | Tony Rickardsson |
| 18 september | Bydgoszcz | Tomasz Gollob    |
| 2 oktober    | Hamar     | Tony Rickardsson |

## Slutställning
| Plats | Förare           | Poäng |
| ----- | ---------------- | ----- |
| 1     | Jason Crump      | 158   |
| 2     | Tony Rickardsson | 155   |
| 3     | Greg Hancock     | 137   |
| 4     | Leigh Adams      | 131   |
| 5     | Nicki Pedersen   | 113   |
| 5=    | Tomasz Gollob    | 113   |
| 7     | Andreas Jonsson  | 97    |
| 8     | Jaroslaw Hampel  | 81    |
| 9     | Hans Andersen    | 80    |
| 10    | Bjarne Pedersen  | 78    |